# Quách Mạt Nhược
Quách Mạt Nhược (郭沫若; 16 tháng 11 năm 1892 - 12 tháng 6 năm 1978) là một kịch tác gia, thi sĩ, phê bình gia, sử gia, kí giả kiêm chính khách Trung Quốc, Phó Chủ tịch Toàn quốc Chính hiệp, Phó Thủ tướng Quốc vụ viện.

## Lịch sử
Quách Mạt Nhược vốn ấu danh Văn Báo (文豹), nguyên tên là Khai Trinh (開貞), tự Đỉnh Đường (鼎堂), hiệu Thượng Võ (尚武), bút danh Cao Nhữ Hồng (高汝鸿), Mạch Khắc Ngang (麦克昂), Dịch Khảm Nhân (易坎人), Cốc Nhân (谷人), Ái Mưu (爱牟), Đỗ Thuyên (杜荃), Thạch Đà (石沱). Ông có sinh quán Lạc Sơn, Tứ Xuyên nhưng phát tích ở tận phủ Đinh Châu, Ninh Hóa, tỉnh Phúc Kiến. Cụ thủy tổ Quách Phúc nguyên là hậu duệ Phần Dương quận vương Quách Tử Nghi.
Sinh thời, Quách Mạt Nhược vốn khá nổi tiếng đối với giới sân khấu miền Bắc Việt Nam thập niên 1950-70, nhưng ở quê hương Trung Hoa thì ông được coi là học giả hơn nghệ sĩ. Những trứ tác được coi là ưu tú nhất của ông lại tập trung ở thập niên 1930-40, thường được gọi "hoàng kim thời đại" của văn nghệ Trung Hoa đại lục thế kỉ XX, mà trung tâm của nó lại không phải Bắc Bình, Nam Kinh mà là Thượng Hải. Tuy nhiên giai đoạn đó, Quách Mạt Nhược không phải tác gia nổi trội giữa rừng văn nghệ sĩ như Lỗ Tấn, Tiêu Hồng, Tiêu Quân, Đoan Mộc Hống Lương, Đinh Linh, Lạc Tân Cơ, Nhiếp Cám Nỗ, Thư Quần, La Phong, Tương Tích Kim, Hồ Phong, Châu Kình Văn, Mao Thuẫn, Vu Nghị Phu, Ngải Thanh, Bạch Lãng... hay thậm chí Kim Kiếm Khiếu. Danh trạng Đỉnh Đường tiên sinh chỉ cất cánh là qua mối tâm giao với Mao chủ tịch, và bắt đầu trở nên tác gia hàng đầu khi chính phủ nhân dân thành lập.
Thoại kịch Hổ phù (虎符) là tác phẩm văn chương đầu tay được tác gia Quách Mạt Nhược khởi thảo vào năm 1942 và chính thức thủ diễn năm 1943, nghĩa là ở những năm cuối cùng của thời đại hoàng kim văn nghệ Thượng Hải. Nhưng chừng như cũng giống số phận Lôi vũ, Nhật xuất, Bắc Kinh nhân... mà Hổ phù sớm chìm vào quên lãng ở Trung Hoa đại lục (nơi mà vốn chuộng ca kịch hơn), và hóa ra trở nên rất phổ biến trên kịch trường Việt Nam, đặc biệt là miền Bắc. Riêng trường hợp Hổ phù còn được dựng lại thành tuồng cổ, tuồng cải lương và chèo. Có lần vào cuối thập niên 1990, chương trình Sân Khấu VTV1 cũng chiếu thoại kịch này do Nhà hát Kịch Việt Nam diễn, vở này cũng vừa giành huy chương vàng hội diễn sân khấu toàn quốc năm đó.
Theo truyền thuyết, hồi tản cư ở thủ đô kháng chiến Trùng Khánh, căn gác trọ của Quách Mạt Nhược - lúc ấy có công việc chính là dịch sách và soạn chuyên luận - ở kế bên một dãy phố buôn đồ cổ, nên những khi rảnh ông thường ra ngắm. Một hôm, Đỉnh Đường tiên sinh bắt gặp hai mảnh đồng đen đẽo hình hổ, mặt ngoài có chữ đại triện Tần Dương Lăng hổ phù (秦阳陵虎符), nhưng đương thời không ai biết nghĩa gì. Ông hỏi giá, người bán đáp "10 tệ" ; đận ấy vì chiến sự leo thang nên vật giá đang lạm phát rất cao, vậy nên 10 tệ có thể đổi lấy 100 kí gạo. Thế nhưng vì thị hiếu nghiên cứu văn hiến cổ truyền, Quách Mạt Nhược vẫn nghiến răng mua. Cũng vì giai đoạn này vùng trung lưu Hoàng Hà chịu hạn nặng nên dân chết đói kể đến hàng vạn, những kẻ sống sót phải di tản nhanh về Tây Vực vốn cũng cằn cỗi chẳng kém, cũng là để tránh tai họa chiến tranh. Giới gian thương Thiểm Tây, Tứ Xuyên, Vân Nam cũng tung ra "vốn tự có" không chỉ lương thực mà cả cổ vật, treo cái giá cắt cổ để kiếm lời trên xương máu đồng bào. Nhưng cũng nhờ thế, nhiều di vật cổ đại mới có cơ hội ra khỏi vùng tối lịch sử.
Theo dật sự, chiếc bùa hình hổ nằm trong số tín vật Tần Thủy Hoàng cho làm hàng trăm cái phát cho tướng lĩnh, về sau các bại tướng đem dâng Hán vương Lưu Bang để chuộc tính mạng. Khi chính phủ cộng hòa nhân dân thành lập, các đoàn khảo cổ cũng khai quật được thêm nhiều di vật tương tự, còn chiếc bùa họ Quách được hiến cho quốc lập bác vật quán bảo tồn. Ngày nay, chiếc hổ phù này thường được coi là nguồn cội vở thoại kịch. Vậy hổ phù là cái gì ? Từ triều Tây Châu do giặc cướp nổi lên như ong, nên nhà vua sai làm cái bùa hình hổ bằng đồng. Theo thông lệ, hổ phù hoặc binh phù là tín vật của vua và tượng trưng cho quyền lực nhà vua, nên hễ người nào được vua ban thì có thể tùy nghi điều binh khiển tướng ở nơi xa. Cũng vì thế nên đôi lúc có truyện, hàng quân tan vỡ vì tướng cầm đầu đánh rơi hổ phù. Lịch sử hồ phù có nhẽ kết thúc ở triều Tống, sau này triều Nguyên là ngoại tộc lên thì không tiếp thu lệ ấy nữa, nên nó chỉ còn là kí ức trong thư tịch và cũng rất ít người biết. Chiếc hổ phù được coi đẹp nhất là ở di chỉ lăng Văn Vương nhà Triệu nước Nam Việt. Trước đây tỉnh Thái Bình có địa danh Phù Ngự (符御村), xưa là thái ấp quan thái sư Trần Thủ Độ, cửa lăng có làm con hổ bằng đá mà đuôi thì vuông, kì thực cũng chỉ là mô phỏng hổ phù, với cái ý rằng ông làm quan đầu triều và trên ông chỉ có vua mà thôi. Cũng nói thêm, thời Tống còn chế ra ngư phù hay còn gọi ngư đại, vốn là tín vật bằng gỗ buộc chỉ thao bên hông các quan lớn, ngư phù càng to đẹp thì chức vụ càng cao. Các quan An Nam khi đi sứ nước Tống thường khoe ngư phù xi vàng khiến ai nấy trầm trồ, duy rằng vì lối ăn chơi xa hoa đó mà về sau văn hiến Lý-Trần suy vong. Nhưng đó là lịch sử... Tác gia Quách Mạt Nhược dựa theo một điển tích trong Sử kí (史記•魏公子列傳), kể về sự đời Tín Lăng quân nước Ngụy - một trong Chiến Quốc tứ công tử. Mà ở trong ca kịch cổ điển, truyện Tín Lăng quân thường được gọi Thiết phù cứu Triệu (竊符救趙). Nhân vật Tín Lăng thoát li lịch sử để trở nên hình tượng hóa tín nghĩa, cho nên sự kiện Hàm Đan chi chiến cũng không nhất thiết nội hàm lịch sử gì nữa mà chỉ là cái cớ để phát huy cá tính mà thôi.

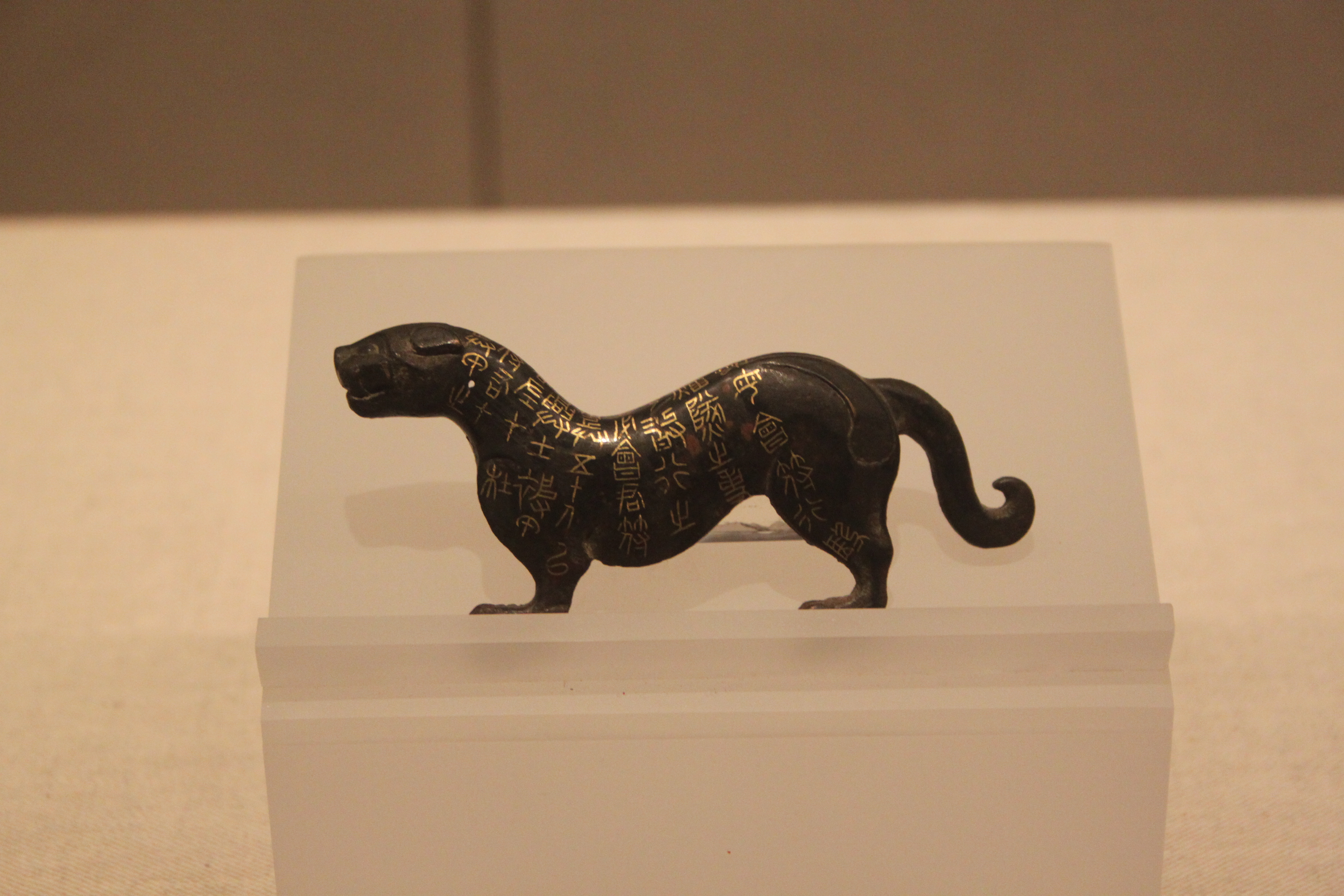
Chiếc hổ phù 10 tệ của Đình Đường tiên sinh.

Nguyên rằng, năm đó quân Tần vây kinh sư Hàm Đan, Bình Nguyên quân nước Triệu (tỉ trượng Tín Lăng) xin Ngụy ra quân cứu viện. Ngụy An Ly vương (bào huynh Tín Lăng) mới đầu sai tướng Tấn Bỉ sang giúp, nhưng vừa đến biên thùy thì Tần sứ dọa xua quân sang đánh nốt nước Ngụy. Tấn Bỉ sợ nên án binh bất động. Sau đó Sở Khảo Liệt vương theo hợp tung cũng sai Xuân Thân quân đi, nhưng cũng bị Tần dọa, phải nằm yên ở ngả ba đường. Bình Nguyên quân lần này liều nhờ Tín Lăng quân, dù chẳng còn mấy hi vọng. Tín Lăng cùng hào sĩ giục Ngụy vương, song An Ly cả sợ nên cũng không đá động. Cuối cùng, Tín Lăng quân lập mưu ám sát đại tướng Tấn Bỉ, đem binh phù đi giải vây cho nước Triệu. Ở sát chân thành Hàm Đan, đạo quân Tần dưới trướng tướng Vương Lăng bị liên quân Ngụy-Sở-Triệu đánh tan tác. Tín Lăng quân tự bấy được biệt đãi ở Triệu còn hơn nước Ngụy, đến thời Hán Cao Tổ còn lập bài vị thờ ông làm thượng đẳng phúc thần.
Thập niên 1930-40, thiên tai và cả họa xâm lăng của quân Nhật khiến Trung Hoa hoàn toàn tan rã. Nhưng trong lúc đó giữa người Trung Hoa với nhau vẫn đầy hiềm khích, tiếng là đoàn kết kháng Nhật cứu quốc nhưng thực ra vẫn ngầm triệt hạ nhau, như là hình tượng lục quốc dù đã hợp tung nhưng khi gặp tai họa thì bo bo giữ thân mà thôi. Thế cho nên, chí ít kịch phẩm này cũng là sự đả kích thói quen đọc văn chương cổ điển để giải sầu rất thịnh hành ở Á Đông, trong khi chẳng áp dụng được chút nào vào thực tế quanh mình, tóm lại là quen thói tầm chương trích cú mà chẳng hiểu gì.
Quách Mạt Nhược có thời gian ngắn làm hiệu trưởng Trường nghệ thuật mang tên Lỗ Tấn. Sau ngày thành lập Cộng hòa Nhân dân Trung Hoa, là chủ tịch Hội liên hiệp văn học nghệ thuật Trung Quốc. Là nhà sử học chuyên về cổ sử Trung Quốc, Quách Mạt Nhược có nhiều cống hiến trong việc nghiên cứu văn tự cổ (ghi trên mai rùa xương thú) và thể chế xã hội chiếm nô. Ông còn là viện trưởng đầu tiên Viện khoa học xã hội Trung Quốc trong một thời gian dài. Ông từng bị phê đấu trong thời kì Cách mạng Văn hóa.

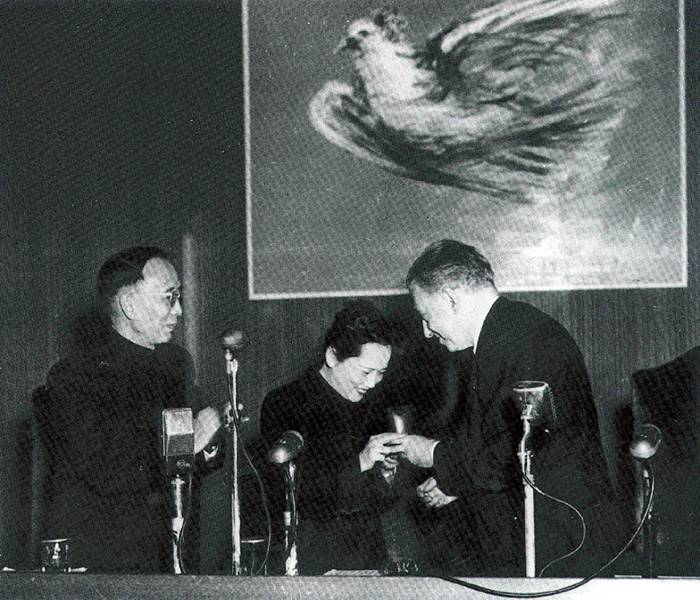
Tác gia Ilya Ehrenburg trao kỉ niệm chương Hòa bình Stalin cho phu nhân Tống Khánh Linh và tác gia Quách Mạt Nhược.

Quách Mạt Nhược còn từng là Phó chủ tịch Hội đồng Hòa bình Thế giới. Năm 1951, ông được tặng Giải thưởng Hòa bình Stalin.
Năm 1978, khi nằm trên giường bệnh ở Tổng y viện Bắc Kinh, Quách Mạt Nhược hay tin Mao chủ tịch băng hà và Tứ Nhân Bang bị đánh đổ, bèn cảm tác bài Đè bẹp Tứ Nhân Bang (水调歌头·粉碎四人帮) như sau :
什么令人振奋的消息！ (Nghe tin mà phấn chấn,)
删除四人帮。 (Tứ Nhân Bang tàn rồi.)
文学流氓。 (Văn học đã lưu manh,)
政治流氓。 (Chính trị thì dốt nát.)
险恶的顾问。 (Toàn xui nguyên giục bị,)
白骨精。 (Tinh những kẻ yêu tà.)
所有由铁扫帚一扫而空。 (Đem chổi sắt quét sạch !)
| “ | 大快人心事，揪出四人帮。政治流氓文痞、狗头军师张，还有精生白骨，自比则天武后，铁帚扫而光。篡党夺权者，一枕梦黄梁。野心大，阴谋毒，诡计狂。真是罪该万死，迫害红太阳。接班人是俊杰，遗志继承果断，功绩何辉煌。拥护华主席，拥护党中央。 | ” |

## Quyến thuộc
Quách Mạt Nhược kết hôn ba lần. Ông có 4 trai 2 gái với bà Sato Tomiko rồi cũng 4 trai 2 gái với vợ sau là Vu Lập Quân. An article published in the 2000s said that eight out of the eleven were alive, and that three have died.
Với bà Sato Tomiko

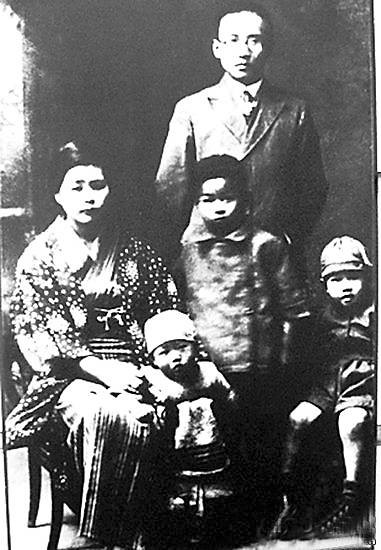
Quách Mạt Nhược với phu nhân Sato Tomiko và các con.

- Nam tử Quách Hòa Phu (郭和夫) (December 12 (or 31, according to other sources) 1917, Okayama - September 13, 1994). A chemist, he moved from Japan to Taiwan in 1946 and to mainland China in 1949. He was the founder of the Institute of Chemical Physics of the Chinese Academy of Sciences.[7]
- Nam tử Quách Bác (郭博) (sinh 1920), a renowned architect and photographer. He came to China in 1955, invited by his father, and worked in Shanghai, where he participated in the design of many of its famous modern buildings.[7] Guo Bu is also known as a photographer of Shanghai's heritage architecture;[7] an album of his photographic work has been published as a book.[8]
- Nam tử Quách Phú Sinh (郭福生).
- Nữ nhi Quách Thục Vũ (郭淑禹), giáo sư Nhật ngữ, đã qua đời.
- Nam tử Quách Trí Hoành (郭志宏).

Với bà Vu Lập Quân
- Nam tử Quách Hán Anh (郭汉英) (sinh 1941, Trùng Khánh). An internationally published theoretical physicist.[7]
- Nữ tử Quách Thứ Anh (郭庶英).[9]  She published a book about her father.[10]
- Nam tử Quách Thế Anh (郭世英) (1942 - April 22, 1968). In 1962, while a philosophy student at Beijing University, he created an "underground" "X Poetry Society". In the summer of 1963 the society was exposed and deemed subversive. Guo Shiying was sentenced to re-education through labor. While working at a farm in Henan province, he developed interest in agriculture. Returning to Beijing in 1965, he enrolled at Beijing Agricultural University. In 1968, kidnapped by Red Guards and "tried" by their "court" for his poetry-society activity years before he jumped out of the window of the third-floor room where he was held and died at the age of 26. His father in his later writing expressed regret for encouraging his son to return to Beijing from the farm, thinking that it indirectly led to his death.[11]
- Nam tử Quách Dân Anh (郭民英), (November 1943, Trùng Khánh - April 12, 1967). His death is described as an unexpected suicide.[11]
- Ái nữ Quách Bình Anh (郭平英)
- Nam tử Quách Kiến Anh (郭建英) (sinh 1953).

## Sự nghiệp
Theo một số thống kê sơ bộ, tác gia Quách Mạt Nhược đã xử dụng khoảng trên dưới 50 bút danh trong suốt hành trình văn nghệ và học thuật : 沫若、麦克昂、郭鼎堂、石沱、高汝鸿、汾阳主人、竹君主人、定甫、夏社、沫、爱牟、鼎堂、高浩然、吴诚、林守仁、杜顽庶、杜荃、杜衎、坎人、易坎人、石沱生、陈启修、李季、阿和乃古登志、蒙其外史、王假维、郭爱牟、蒙其生、蒙侄、谷人、郭石沱、佐藤和夫、安娜、鼎、杨伯勉、杜衍、白圭、戎马书生、牛何之、羊易之、丁汝成、龙子、克拉克、江耦、有孤、藤子丈夫、佐藤贞吉、郭麦弱、高鸣、于硕等.
Liệt biểu trứ tác Đỉnh Đường tiên sinh theo ấn phẩm A Selective Guide to Chinese Literature, 1900-1949, do bà Milena Doleželová-Velingerová hiệu đính.

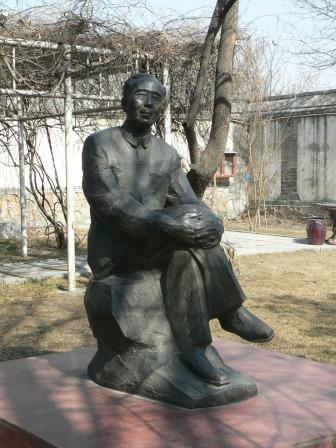
Tượng kịch tác gia Quách Mạt Nhược tại công viên Thập Sát Hải.

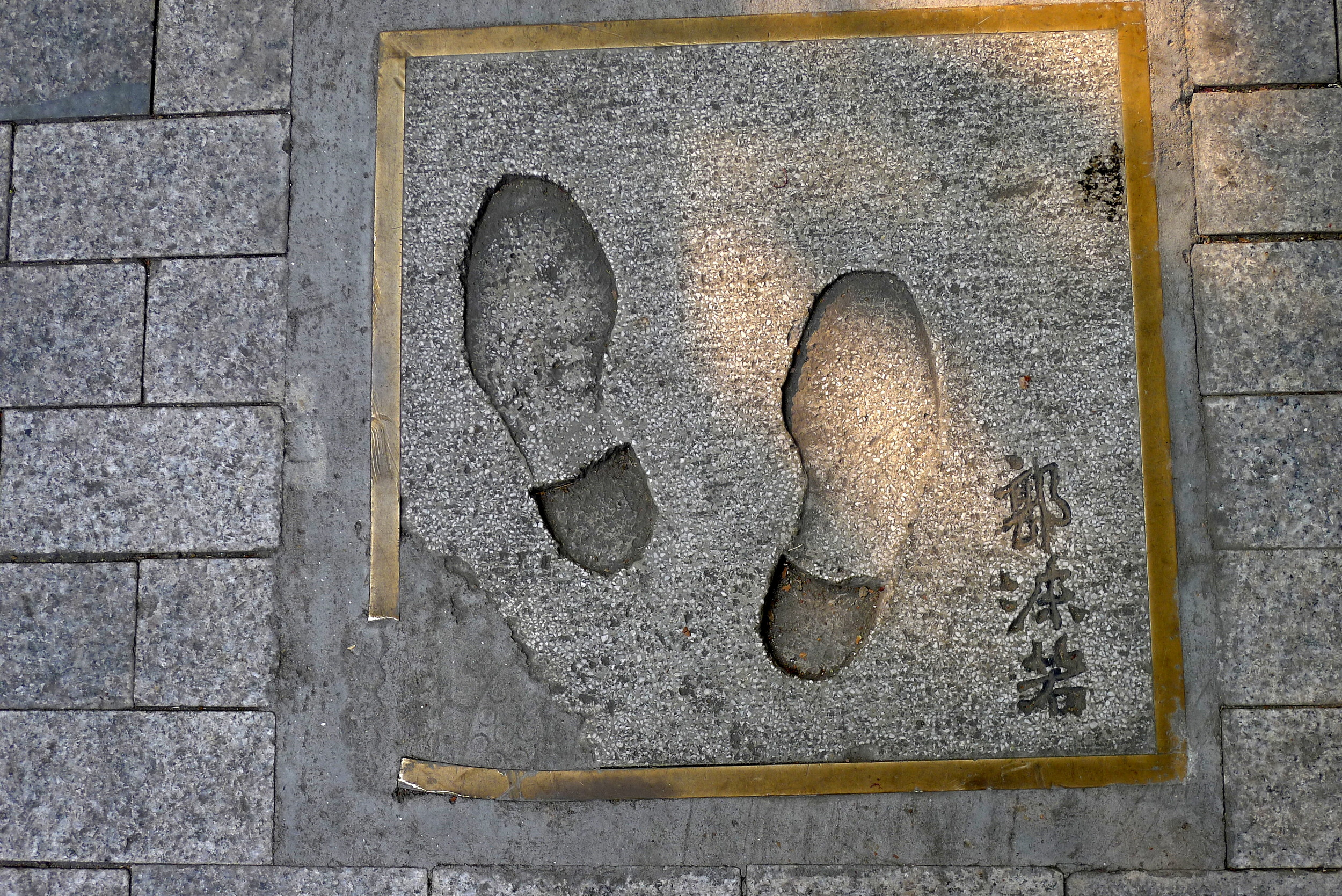
Dấu chân Quách Đỉnh Đường tại cái nôi văn nghệ Thượng Hải.

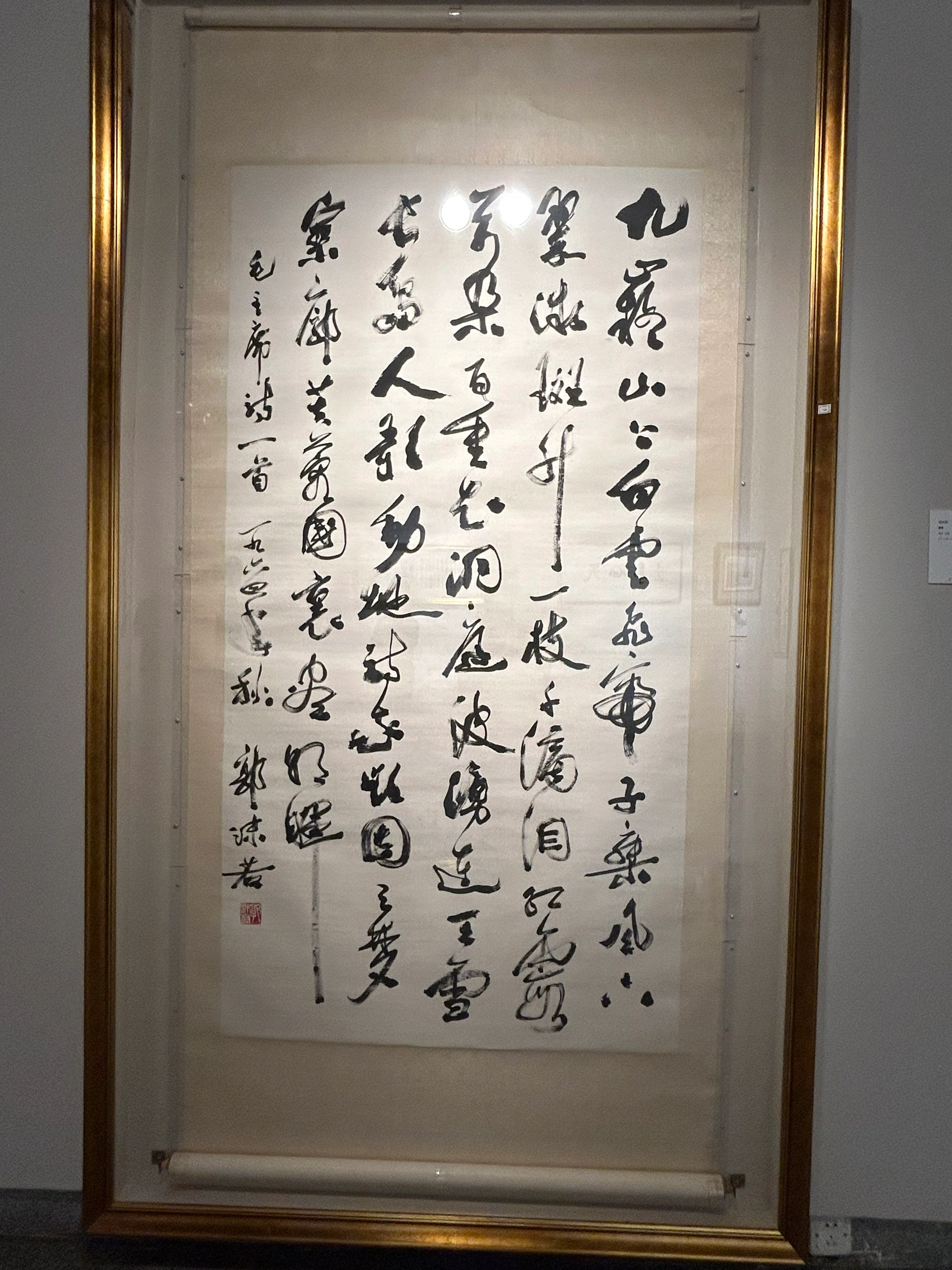
Thư pháp Đỉnh Đường tiên sinh.

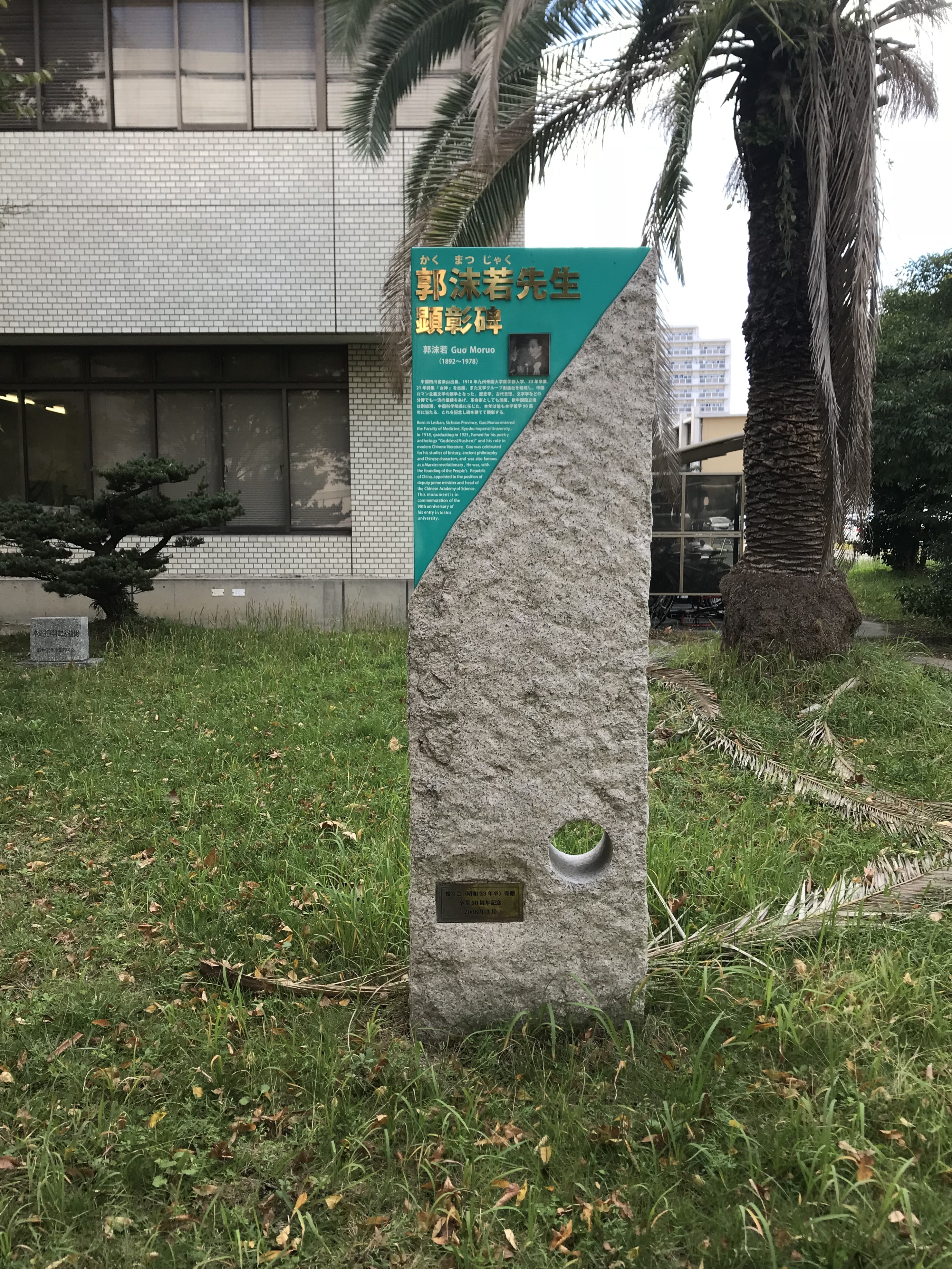
Bia tưởng niệm Đỉnh Đường tiên sinh trong Cửu Châu đại học hiệu viên.

### Kịch, văn xuôi, văn vần
- 1921: Nữ thần : Kịch khúc thi ca tập (女神:劇曲詩歌集).[15] English translation: Selected Poems from the Goddesses, A. C. Barnes and John Lester, tr., Beijing: Foreign Languages Press, 1958.[16]
- 1926, 1932: Cây trám (橄榄), Shanghai: Chuangzao she chubanshe bu, 1929 (book series: Chuangzao she congshu).[17]
- 1928, 1932: Lá rơi : Mạt Nhược tiểu thuyết hí khúc tập (落叶:沫若小说戏曲集), Shanghai : Xin zhong guo shu ju, 1932.[18]
- 1936: Khuất Nguyên : Ngũ mạc hồi (屈原:五幕劇);.[19] English translation: Chu Yuan: A Play in Five Acts, Yang Xianyi and Gladys Yang, tr., Beijing: Foreign Languages Press, 1953; 2nd edition, 1978; Honolulu: University Press of the Pacific, 2001.[20]
- 1946: "Under the Moonlight", in: The China Magazine (formerly China at War), June 1946; reprinted in: Chi-Chen Wang, ed., Stories of China at War, Columbia University Press, 1947; reprinted: Westport, Conn. : Greenwood Press, 1975.[21][22]
- 1947: Tiếng cười dưới đất đen (地下的笑声), Shanghai and Beijing: Hai yan shu dian[23] - selected stories.
- 1959: Hồng kì ca dao (红旗歌谣), Beijing Shi: Hongqi zhazhi she (= Red Flag Magazine), 1959; English translation: Songs of the Red Flag, Yang Zhou, tr., Peking, Foreign Languages Press, 1961.[24]

### Truyện kí
- 1947: Thời thanh niên (我的童年), Shanghai.[25]
  - French translation: Autobiographie : mes années d'enfance, tr. Pierre Ryckmans, Paris, Gallimard, 1970.[26]
  - German translation: Kindheit : Autobiographie, tr. Ingo Schäfer, Frankfurt am Main: Insel, 1981.[27]
- Before and After the Revolution (Fanzheng qianhou).
- 1930, 1931: Con mèo mun ngồi trên tháp (黑貓與塔), Shanghai, 1930.[28] - often referred to just as Black Cat (黑貓).
- The First Outing of Kuimen (Chuchu Kuimen).
- My Student Years (Wode xuesheng shidai).
- 1932: Mười năm sáng tạo (创造十年), Shanghai : Xian dai shu ju, 1932.[29]
- 1938: Mười năm sáng tạo - tục biên (创造十年续编), Shanghai : Bei xin shuju. (book series: Chuangzuo xin kan).
- On the Road of the Northern Expedition (Beifa Tuci).
- ?: Hồng ba khúc (洪波曲 / Hongbo qu).

### Khảo cứu
- 1935, rev. ed., 1957: 兩周金文辭大系圖彔攷釋 / Liang Zhou jin wen ci da xi tu lu kao shi (Lưỡng Châu kim văn từ đại hệ đồ lục khảo thích), Beijing: Ke xue chu ban she, 1957 (考古学专刊. 甲种 = Archaeological monograph series).[30]
- 1950: "Report on Culture and Education", in: The First Year of Victory, Peking, Foreign Languages Press.[31]
- 1951: Culture and Education in New China, Peking : Foreign Languages Press, 1951 (joint authors: Chien Chun-jui, Liu Tsun-chi, Mei Tso, Hu Yu-chih, Coching Chu and Tsai Chu-sheng).[32]
- 1982: 甲骨文合集 Jiaguwen Heji (Giáp cốt văn hợp tập), Shanghai: Zhonghua shuju, 1978-1983, 13 volumes (edited with Hu Houxuan)[33] - collection of 41,956 oracle bone inscriptions from Yinxu.

### Phiên dịch
- 1922: J. W. von Goethe, Nỗi đau của chàng Werther (The Sorrows of Young Werther)
- 1924: Kawakami Hajime, Social Organization and Social Revolution
- 1925: Ivan Turgenev, Xin shi dai (Virgin Soil)
- 1926: Schiller, Wallenstein
- 1928: Friedrich Nietzsche, Also sprach Zarathustra (Thus Spake Zarathustra)
- 1928: J. W. von Goethe, Faust, I. Teil
- 1929: Upton Sinclair, Tu chang (The Jungle)
- 1931: Karl Marx, Tư bản luận (Capital: A Critique of Political Economy)
- 1935: Lev Tolstoy, Chiến tranh và hòa bình (War and Peace)
- Appeal and Resolutions of the First Session of the World Peace Council : Berlin ; February 21–26, 1951 ; Kuo Mo-jo's Speech at the World Peace Council, Peking: Foreign Languages Press, 1951.[34]
- Kuo Mo-jo, "The Struggle for the Creation of New China's Literature" in: Zhou Enlai, The People's New Literature : Four Reports at the First All-China Conference of Writers and Artists, Peking: Cultural Press, 1951.[35]
- 1974: Cho Wen-chün: A Play in Three Acts (abridged), in: Straw Sandals: Chinese Short Stories, 1918-1933, Harold R. Isaacs, ed., Cambridge, Mass.: MIT Press.[36]

## Liên kết

### Tư liệu
- Guo Moruo at Encyclopaedia Britannica
- Guo Moruo newssc.org
- Guo Moruo's rare masterpiece... demonstrates extraordinary talents[liên kết hỏng] at inf.news
- (Photo) Kuo Mo-Jo speaking at great figures of world culture meeting, December 12, 1956 at digitalcommonwealth.org
- Kuo Mo-jo And Peiping's Power Struggle